# Eduardo Madeira
Eduardo Jaime Rodrigues Madeira (Guiné-Bissau, 25 de fevereiro de 1972)  é um humorista, ator e argumentista português.

## Biografia
Eduardo Jaime Rodrigues Madeira é filho de António Madeira e de Diná Madeira. Nasceu na Guiné-Bissau, onde o pai era empresário e militar. Regressou apenas com um ano a Portugal, em 1973, e viveu em Coimbra até 1984, altura em que se fixa em Lisboa, primeiro na Margem Sul do Tejo e depois em Cascais, onde reside há 22 anos. 
Estudou Direito e História, entre 1991 e 1997, mas depois de enviar alguns textos para as Produções Fictícias decidiu tornar-se argumentista. É ainda em 1997 que passa a integrar a equipa de escrita de Herman Enciclopédia. 

## Carreira

### 1997 – 2010
É autor e coautor de programas que marcaram a história do humor em Portugal, como Herman Enciclopédia (1997), Contra Informação (2007), Conversa da Treta (1999), Levanta-te e Ri (2003), Caixilhos e Laminados (2005), Noticias em Segunda Mão (2010), tendo também escrito e protagonizado a famosa série Os Contemporâneos (2007), com Bruno Nogueira, Nuno Lopes, Nuno Markl, entre outros.
Editou vários livros de humor e tem ainda contos espalhados em várias coletâneas, de entre as quais se destaca Dar a Rir, de 2007, ou a Antologia do Humor Português, de 2009.
Em 2001 criou a banda Cebola Mol juntamente com Filipe Homem Fonseca, um duo de comédia musical que ficou conhecido pelo tom cómico das suas músicas e pela atitude irreverente em palco. A banda foi lançado no programa O Homem que Mordeu o Cão, por Nuno Markl. Do projeto nasceram quatro discos: Samba Roulotte, Android Polaroid, O Fim dos Cebola Mol, e Novo Disco, tendo o primeiro atingido disco de prata.
Escreveu as peças de teatro Inox (2002), Sexta-Feira 13 (2006), A Treta Continua, bem como filmes como o Filme da Treta (2006) e telefilmes como O Lampião da Estrela (2000).

### 2011- presente
Argumentista e ator (2011) no programa de humor Estado de Graça onde contracenou com Maria Rueff, Joaquim Monchique, Ana Bola e Manuel Marques. Em 2012, esteve em digressão com César Mourão com a peça 10 Milhões e Picos  e, em 2013, com Manuel Marques, António Machado e Rui Unas faz o programa AntiCrise da RTP1, bem como o programa Breviário Biltre para a RTP.
Em 2014 ganhou o prémio Lúmen/RTP para melhor ator de comédia. Nesse mesmo ano protagonizou no cinema a comédia Mau Mau Maria de José Alberto Pinheiro e estreou a peça Tiro e Queda, em dupla com Manuel Marques.
Fez parte do programa de sketches DDT - Donos Disto Tudo (2015 a 2018) e foi humorista residente do talk-show 5 Para a Meia-noite.
Foi ainda autor e ator na série Patrulha da Noite, na RTP, que conheceu duas temporadas e dois especiais, série que lhe valeu o Prémio de Melhor Actor de Comédia em 2021.
Na TVI foi humorista residente no programa Cristina ComVida (entre 2021 e 2022) e participou na novela Festa é Festa, onde surgiu pontualmente no papel "Matateu".
Em 2022, é co-protagonista da nova telenovela da TVI, Rua das Flores.
A série Bairro do Humor estreou no dia 4 de janeiro de 2025, e conta com diversos sketches de humor, onde a participação de Eduardo Madeira é primordial, mas há outros convidados especiais. As gravações terminaram em outubro de 2024.

## Ator/humorista
Televisão
2003 – Levanta-te e Ri (SIC)
2004 - Mega Ciência (SIC)
2005 – Êxtase (SIC)
2008 – Os Contemporâneos (RTP1)
2009 – Notícias Em Segunda Mão (SIC)
2010 – Paradoxo da Tangência (Canal Q)
2011 - 2012 - Estado de Graça (RTP1)
2013 – Anticrise (RTP1)
2013 - Breviário Biltre (RTP1)
2015 - 2018 - DDT - Donos Disto Tudo (RTP1)
2019 - 5 para a Meia-Noite (RTP1)
2019 - Patrulha da Noite (RTP1)
2021 - Serpentina (RTP1)
2021 - 2022 - Cristina ComVida (TVI)
2021 - 2022 - Festa é Festa (TVI)
2022 - Os Turistas - Missão Hotel (TVI) 
2022 - Gala do 29° Aniversário TVI (TVI)
2022 - Rua das Flores (TVI)
2022 - Dois às 10 (TVI)
2022 / 2023 - Somos Portugal (TVI)
2022 - Toda a Gente Me Diz Isso (TVI)
2023 - Gala TVI 30 Anos (TVI)
2023 - Os Turistas - Missão Bombeiros (TVI)
2023 - Os Turistas - Missão Safari (TVI)
2023 - Os Turistas - Missão Circo (TVI)
2023 - Os Turistas - Missão Resort (TVI)
2024 - A Máscara (SIC)
2024 - Gala do 31° Aniversário TVI (TVI)
2025 - MasterChef Portugal - Especial Celebridades (RTP1)
2025 - Bairro do Humor (RTP1)
Cinema
2014 - Mau Mau Maria, de José Alberto Pinheiro.
2019 - Tiro e Queda, de Ramón de los Santos
2017 - Alguém Como Eu, de Leonel Vieira
2024 - Vive e Deixa Andar - (Lucas), de Miguel Cadilhe
Teatro
2012 - 10 Milhões e Picos, de Filipe Homem Fonseca e Eduardo Madeira
2014 - Toc Toc, de Laurent Baffie
2016 - Tiro e Queda, de Eduardo Madeira e Filipe Homem Fonseca
2021 - Orlando, de Cláudia Lucas Chéu (a partir de Virgínia Wolf)
Rádio
2005 - Caixilhos e Laminados (Rádio Comercial)
2017 – Flash Interview (TSF) 
2018 – Não Há Dinheiro Não Há Palhaços (TSF)
Stand Up Comedy
2007 – Humor à Camisola
2010 – Clube de Comédia
2012 – Clube de Comédia 2
2013 – Humor Gourmet
2017 – Never Ending Tour

## Argumentista
Televisão
1997 - Herman Enciclopédia (RTP)
1999 - Conversa da Treta (RTP)
2003 - Levanta-te e Ri (SIC)
2005 - Caixilhos e Laminados (Rádio Comercial)
2007 - Contra Informação (RTP)
2008 - Os Contemporâneos (RTP)
2010 - Noticias em Segunda Mão (SIC)
2019 – Patrulha da Noite (RTP)
Teatro
2002 – Inox
2002 - A Treta Continua
2006 - Sexta-Feira 13
2012 - 10 Milhões e Picos
2015 – Tiro e Queda
Cinema
2000 - O Lampião da Estrela
2006 - Filme da Treta

## Discografia
2001 - Samba Roulotte (Cebola Mol)
2003 - Android Polaroid (Cebola Mol)
2009 - O fim dos Cebola Mol (Cebola Mol)
2012 - O novo CD (Cebola Mol) 

## Livros[14]
2005 - Nove Estórias (por Plátano Editora)
2006 - A Verdadeira Treta (por Ulisseia)
2007 - Caixilhos & Laminados (por Texto Editores) (parceria com Marco Horácio)
2007 - Os Jeitosos Continuam à Solta (por Ulisseia) (parceria com José Pedro Gomes)
2007 - Livro dos Textos do Guião do Filme da Treta (por Dom Quixote) (parceria com Filipe Homem Fonseca)
2008 - Conto Um Tigre não Bebe Tisanas, presente na Antologia do Humor Português (por Texto Editores).
2020 - O Infame Dicionário Cómico de Língua Portuguesa (por Contraponto Editores, 2020)

## Dobragens[15]
| Filmes                                              |              |
| Nome                                                | Personagem   |
| 2010 - Como Treinares o Teu Dragão                  | Bocarra      |
| 2012 - ParaNorman                                   | Alvin        |
| 2013 - Aviões                                       | Zed          |
| 2014 - Como Treinares o Teu Dragão 2                | Bocarra      |
| 2014 - Os Monstros das Caixas                       | Sr. Truta    |
| 2014 - Astérix: O Domínio dos Deuses                | Obélix       |
| 2016 - Angry Birds: O Filme                         | Bomb         |
| 2016 - A Vida Secreta dos Nossos Bichos             | Duke         |
| 2016 - Cegonhas                                     | Lobo Beta    |
| 2018 - A Idade da Pedra                             | Chefe Bobnar |
| 2018 - Smallfoot: Uma Aventura Gelada               | Migo         |
| 2019 - Astérix: O Segredo da Poção Mágica           | Obélix       |
| 2019 - Como Treinares o Teu Dragão: O Mundo Secreto | Bocarra      |
| 2019 - A Vida Secreta dos Nossos Bichos 2           | Duke         |
| 2019 - Angry Birds 2: O Filme                       | Bomb         |
| 2019 - Playmobil: O Filme                           | Del          |
| 2020 - As Aventuras do Dr. Dolittle                 | Yoshi        |

| Curtas-metragens                                    |            |
| Nome                                                | Personagem |
| 2020 - Como Treinares o Teu Dragão: Regresso a Casa | Bocarra    |

## Prémios
2014 - Prémio Lúmen/RTP para melhor ator de comédia
2018 – Troféus Impala de Televisão - Troféu de Melhor ator / Humorista / Donos Disto Tudo, RTP 1
2021 - Troféus Impala de Televisão. Prémio de melhor ator / humorista pelo trabalho desempenhado na série Patrulha da Noite, da RTP1

## Vida pessoal
Eduardo Madeira vive em Cascais. É casado com a atriz e humorista Joana Machado Madeira desde 2013. Juntos, têm duas filhas, Leonor (2013) e Carolina (2021). Tem ainda um filho, Rodrigo (2001), de uma ligação anterior.
Gosta de mar, surf, barcos, mergulho, jazz, livros, aventura e de comer bem. Já correu nu à volta do rotunda do Marquês de Pombal e atravessou o Tejo a nado para cumprir promessas. 